# Карл Фабіунке
Карл Фабіунке (нім. Karl Fabiunke; 5 червня 1893, Гершен — 30 грудня 1980, Вольторф) — німецький воєначальник, генерал-майор вермахту. Кавалер Німецького хреста в золоті.

## Біографія
20 квітня 1911 року вступив Прусську армію. Учасник Першої світової війни. Після демобілізації армії залишений в рейхсвері. З 1 серпня 1939 року — командир 74-го танково-артилерійського полку. Учасник Польської, Французької і Балканської кампаній, а також Німецько-радянської війни. 10-28 серпня 1942 року виконував обов'язки командира 2-ї танкової дивізії.  25 квітня 1943 року відправлений в резерв ОКГ. З 3 травня по червень пройшов курс командира дивізії. 10 вересня відряджений в групу армій «Центр». З 25 вересня 1943 року —командир 129-ї піхотної дивізії. 1 лютого 1944 року знову відряджений в резерв ОКГ. З 22 березня 1944 року — артилерійський командир 144. 28 серпня поранений і відправлений на лікування. 1 вересня знову відправлений в резерв ОКГ і більше не отримав призначень. 8 травня 1945 року взятий в полон. 25 червня 1947 року звільнений. В 1957 році очолив відділення Союзу Киффгойзера в Герцогстві Лауенбург.

## Звання
- Єфрейтор (27 липня 1913)
- Унтерофіцер (31 травня 1914)
- Віцефельдфебель (27 лютого 1915)
- Фельдфебель (25 червня 1915)
- Заступник офіцера (24 березня 1917)
- Оберфенріх (1 листопада 1921)
- Лейтенант (1 квітня 1922)
- Оберлейтенант (31 липня 1925)
- Ротмістр (1 лютого 1930)
- Майор (1 листопада 1925)
- Оберстлейтенант (1 жовтня 1938)
- Оберст (15 вересня 1941)
- Генерал-майор (1 грудня 1943)

## Нагороди
Отримав численні нагороди, серед яких:
- Залізний хрест 2-го і 1-го класу
- Почесний хрест ветерана війни з мечами
- Медаль «За вислугу років у Вермахті» 4-го, 3-го, 2-го і 1-го класу (25 років)
- Медаль «У пам'ять 1 жовтня 1938 року» із застібкою «Празький град»
- Китайський орден для сухопутних військ, ВМС і повітряного флоту 1-го класу (22 грудня 1936)
- Застібка до Залізного хреста 2-го і 1-го класу
- Німецький хрест в золоті (14 лютого 1942)